# Адміністративно-територіальна одиниця з особливим статусом
Адміністративно-територіальна одиниця з особливим статусом (рос. Административно-территориальная единица с особым статусом) — територія колишнього суб'єкту Російської Федерації, яка втратила статус такого при об'єднанні з іншим суб'єктом РФ; столиця республіки і адміністративні центри іншого суб'єкта РФ nf інші адміністративно-територіальні одиниці. 
Адміністративно-територіальної одиниці з особливим статусом складають колишні автономні округи, що увійшли до складу об'єднаного суб'єкта РФ. Для них створене окреме регулювання у статуті суб'єкта РФ, що відображає гарантії їх особливого становища загалом та в бюджетній сфері, представництво у законодавчому органі влади суб'єкта (тобто обрання депутатів від даної території), можливість спеціального органу виконавчої влади суб'єкту РФ, що займається справами округу, особливий порядок вирішення питань території та кордонів округу.

## Адміністративно-територіальної одиниці з особливим статусом як колишні суб'єкти РФ
- Агінський Бурятський округ
- Комі-Перм'яцький округ
- Коряцький округ
- Таймирський Долгано-Ненецький район
- Усть-Ординський Бурятський округ
- Евенкійський район

Деякі федеральні закони, а також конституції, статути ряду суб'єктів РФ говорять про можливість існування територій зі спеціальним статусом. У цьому випадку це не адміністративно-територіальні одиниці, а території, які потребують до себе підвищеної уваги. Наприклад, за Статутом Санкт-Петербурга це зони економічного розвитку, особливо охоронювані природні території, території, які мають історико-культурне значення, та ін.
У Російській Федерації виділяються також закриті адміністративно-територіальні утворення (ЗАТО).